# Costera
Die Comarca Costera ist eine der 16 Comarcas in der Provinz Valencia der Valencianischen Gemeinschaft.
Die im Südwesten gelegene Comarca umfasst 19 Gemeinden auf einer Fläche von 528,26 km².

## Gemeinden
| Gemeinde                | Einwohner (2024) | Fläche km² | Dichte Einw./km² | Cod INE | Postleitzahl |
| ----------------------- | ---------------- | ---------- | ---------------- | ------- | ------------ |
| L’Alcúdia de Crespins   | 5.438            | 5,19       | 1.048            | 46020   | 46690        |
| Barxeta                 | 1.586            | 28,52      | 56               | 46045   | 46667        |
| Canals                  | 13.415           | 21,84      | 614              | 46081   | 46650        |
| Cerdà                   | 367              | 1,52       | 241              | 46096   | 46813        |
| Estubeny                | 109              | 6,42       | 17               | 46121   | 46817        |
| Fuente la Higuera       | 2.043            | 84,34      | 24               | 46128   | 46630        |
| Genovés                 | 2.823            | 15,16      | 186              | 46132   | 46894        |
| La Granja de la Costera | 294              | 0,83       | 354              | 46137   | 46818        |
| Llanera de Ranes        | 1.057            | 9,27       | 114              | 46154   | 46814        |
| Llocnou d’En Fenollet   | 924              | 1,53       | 604              | 46151   | 46668        |
| Llosa de Ranes          | 3.736            | 7,13       | 524              | 46157   | 46815        |
| Mogente                 | 4.373            | 150,23     | 29               | 46170   | 46640        |
| Montesa                 | 1.134            | 48,11      | 24               | 46174   | 46692        |
| Novelé                  | 849              | 1,47       | 578              | 46180   | 46819        |
| Rotglà i Corberà        | 1.158            | 6,26       | 185              | 46217   | 46816        |
| Torrella                | 150              | 1,14       | 132              | 46243   | 46814        |
| Vallada                 | 3.079            | 61,50      | 50               | 46251   | 46691        |
| Vallés                  | 148              | 1,24       | 119              | 46253   | 46818        |
| Xàtiva                  | 30.378           | 76,56      | 397              | 46145   | 46800        |
| Comarca Costera         | 73.061           | 528,26     | 138              | –       | –            |